# سكاريو (إيطاليا)
سكاريو (بالإيطالية: Scario)‏ هي قرية صغيرة إيطالية (فراتسيوني) ببلدية سان جيوفاني أ بيرو في مقاطعة سلرنو، منطقة كمبانية. في عام 2011 وصل عدد سكانها إلي 1124.